# AS Denguelé
Association Sportive Denguélé d’Odienné w skrócie AS Denguélé – iworyjski klub piłkarski grający w pierwszej lidze iworyjskiej, mający siedzibę w mieście Odienné.

## Występy w afrykańskich pucharach
| Sezon | Rozgrywki           | Runda   | Kraj   | Klub     | Dom | Wyjazd | Dwumecz |
| ----- | ------------------- | ------- | ------ | -------- | --- | ------ | ------- |
| 2007  | Puchar Konfederacji | wstępna | Gambia | Hawks FC | 1–1 | 0–0    | 1–1     |

## Stadion
Domowe mecze klub rozgrywa na stadionie o nazwie Stade El Hadj Mamadou Coulibaly w Odienné. Stadion może pomieścić 3000 widzów.